# Eleonora de Mendonça
Eleonora de Mendonça, född 13 november 1948, är en friidrottare från Brasilien. Hon deltog vid olympiska sommarspelen 1984.